# Radio Kabul
Radio Kabul è l'emittente radiofonica ufficiale dell'Afghanistan. Il nome "Radio Kabul" è stato dato a diverse incarnazioni della radio di stato afghana fin da quando i primi trasmettitori vennero installati a Kabul negli anni Venti.
Nel 1925 una trasmittente sovietica da 200 watt operante in AM a 833 kHz venne fatta installare nel Palazzo Reale di Kabul dal Re Amānullāh Khān. Questa trasmittente venne distrutta nel 1929 durante una sollevazione contro il re. La trasmittente venne rimpiazzata nel 1931 dal nuovo re Mohammed Nadir Shah e venne aggiornata nel 1940, quando un nuovo trasmettitore da 20 kilowatt operante a 600 kHz venne installato al suo posto. Questa viene generalmente considerata la nascita ufficiale di Radio Kabul. I programmi venivano trasmessi in pashto, dari, indù, inglese e francese.
Lungo tutta la storia moderna dell'Afghanistan la radio è stata controllata e ribattezzata dal partito in quel momento al potere. Quando re Mohammed Zahir Shah cercò di rafforzare il suo obiettivo di un'unità panafghana, il nome della stazione venne cambiato (1953) in "Afghan Broadcasting System" e ancora nel 1960 in "Radio Afghanistan". Durante i periodi di relativa pace degli anni Sessanta e Settanta Radio Kabul ospitò un'intera generazione di artisti afghani tradizionali e moderni come Ustad Mohammad Hussain Sarahang, Ustad Farida Mahwash e Ustad Mohammad Hashem Cheshti. Questi maestri musicisti erano riveriti non solo in Afghanistan ma anche in Pakistan, in India e nell'intero Medio Oriente.
Nel 1979, quando il re venne rovesciato con un colpo di Stato, il cambio di governo venne annunciato dal nuovo leader tramite questa stazione. Dopo l'installazione di un governo fantoccio da parte dei sovietici nel 1979, Radio Kabul era controllata da questi e veniva usata per trasmettere la propaganda filosovietica.
Durante la guerra civile che seguì al ritiro dell'Unione Sovietica nel 1990, la stazione radio venne danneggiata diverse volte durante i combattimenti, cambiando di mano quando le differenti fazioni ottenevano il controllo della città. Nel 1996, quando i Talebani presero il controllo di Kabul, il nome della stazione venne cambiato in "Shariat Ghagh", che significa "Voce della Sharia". Con il consolidarsi del potere dei Talebani in tutta la nazione, la stazione radio venne usata per incitare i sostenitori dei Talebani e per trasmettere i nuovi editti dei mullah.
I Talebani bandirono la musica dalla nuova stazione e ordinarono la distruzione degli archivi della radio, che contenevano insostituibili nastri della musica e dei programmi politici di Radio Kabul degli ultimi quarant'anni. I nastri si pensavano persi per sempre, ma nel 2002 la BBC riportò che, miracolosamente, gli archivi erano sopravvissuti non solo ai Talebani, ma anche alla completa distruzione del palazzo che ospitava Radio Kabul da parte delle bombe statunitensi durante l'invasione statunitense dell'Afghanistan del novembre 2001. 
Dopo la cacciata dei Talebani Radio Kabul ha ripreso i suoi programmi musicali e politici.
Nell'agosto del 2021, con la ripresa dell'Afghanistan, da parte dei Talebani, è di nuovo vietata la musica e voci femminili, su Radio Kabul

## Nella cultura di massa
Radio Kabul è il titolo di una canzone del 1987 del gruppo punk rock italiano CCCP - Fedeli alla linea, contenuta nell'album Socialismo e barbarie, incentrata sull'intervento sovietico nel paese.